# Otto Lindenberg
Otto Lindenberg (* 20. Februar 1894 in Stettin; † 10. Februar 1968 in Oegenbostel) war ein deutscher Politiker (KPD) und Mitglied des  Ernannten Hannoverschen Landtages.

## Leben
Nach Abschluss der Volksschule absolvierte Otto Lindenberg eine Handwerkslehre als Dreher. Er war Teilnehmer des Ersten Weltkrieges von 1914 bis 1918. Nach Kriegsende arbeitete er bei den Stettiner Elektrizitätswerken und war dort Betriebsrat von 1919 bis 1921. 
In der KPD übernahm er verschiedene Funktionen, unter anderem betätigte er sich ab 1926 als Berichterstatter der „Volkswacht“. Er war Stadtverordneter und Vorsitzender der Fraktion bis 1933, danach wurde er in Haft genommen. Im April 1933 verlegte er wegen seiner illegalen politischen Tätigkeit seinen Wohnsitz nach Misdroy. Er fand eine Anstellung als Angestellter beim Arbeitsamt 1940. 1944 wurde er wegen der Verbreitung von Gerüchten polizeilich vernommen. Nach dem Ende des Zweiten Weltkrieges engagierte er sich als Kreisobmann für Vertriebene des Krieges.
Otto Lindenberg war vom 23. August 1946 bis 29. Oktober 1946 Mitglied des ernannten Hannoverschen Landtages. 